# STS-26
STS-26 (englisch Space Transportation System) ist eine Missionsbezeichnung für das US-amerikanische Space Shuttle Discovery (OV-103) der NASA. Der Start erfolgte am 29. September 1988. Es war die 26. Space-Shuttle-Mission und der siebte Flug der Raumfähre Discovery.

## Mannschaft
- Frederick Hauck (3. Raumflug), Kommandant
- Richard Covey (2. Raumflug), Pilot
- John Lounge (2. Raumflug), Missionsspezialist
- George Nelson (3. Raumflug), Missionsspezialist
- David Hilmers (2. Raumflug), Missionsspezialist

Dies war die erste Shuttle-Mission (und der erste US-Raumflug seit Apollo 11) ohne einen Weltraumneuling. Während bei den bisherigen Shuttle-Flügen der Pilot in der Regel (mit Ausnahme von STS-61-A) ein Weltraum-Neuling gewesen war, wurde es fortan zunehmend üblich, Astronauten zweimal als Pilot einzusetzen und erst dann zum Kommandanten zu befördern. 
Die Mannschaftseinteilung beruhte im Kern auf der ursprünglich für die Mission STS-61-F vorgesehenen Crew, die 1986 hätte starten sollen, aber infolge der Challenger-Katastrophe abgesagt worden war. Hauck, Lounge und Hilmers waren diesem Flug zugeteilt gewesen, mit Roy Bridges als Pilot. Bridges wurde durch Covey ersetzt, und Nelson kam neu in die Crew hinzu. Covey und Lounge hatten bereits die Mission STS-51-I gemeinsam bestritten.

## Missionsüberblick
Nach einer Unterbrechung von über zweieinhalb Jahren, verursacht durch die Challenger-Katastrophe, wurde das Shuttle-Programm mit dieser Mission wieder aufgenommen. Damit kehrte man auch zum ursprünglichen Nummerierungssystem zurück. Da STS-51-L der 25. Shuttleflug war, bekam die Nachfolgemission die Bezeichnung STS-26.
Der Start erfolgte mit einer Verspätung von 98 Minuten, weil noch eine Störung im Kühlsystem der Anzüge zweier Crewmitglieder behoben werden musste.
Neben der Durchführung einer Vielzahl von Experimenten aller Art setzte die Mission den Kommunikationssatelliten TDRS-3 aus. Die Missionsziele konnten fast alle erreicht werden. Eine Störung im Klimasystem der Raumfähre führte dazu, dass die Temperatur im Innern der Discovery zeitweise auf rund 30 °C anstieg. 
Die Landung erfolgte planmäßig in Edwards AFB, Kalifornien. Discovery wurde fünf Tage später mittels eines Spezialflugzeuges nach Cape Canaveral, Florida zurücktransportiert.

## Wake-Up-Calls
Am zweiten Tag wurde ein Wake-Up-Call von Robin Williams übertragen, der die Crew der Discovery mit „Good Morning Discovery“ in Anlehnung an seine Rolle im Spielfilm Good Morning, Vietnam wecken sollte.